# 닛켄셋케
닛켄셋케(일본어: 日建設計)는 일본의 조직계 건축 설계 사무소로, 1900년에 창업하였다. 본점은 도쿄도 지요다구에 있다.

## 주요 작품
- 트레이드 타워, 대한민국, 서울, 1988년
- 후쿠오카 타워, 일본, 후쿠오카, 1989년
- 도쿄 스카이트리, 일본, 도쿄, 2012년

## 갤러리

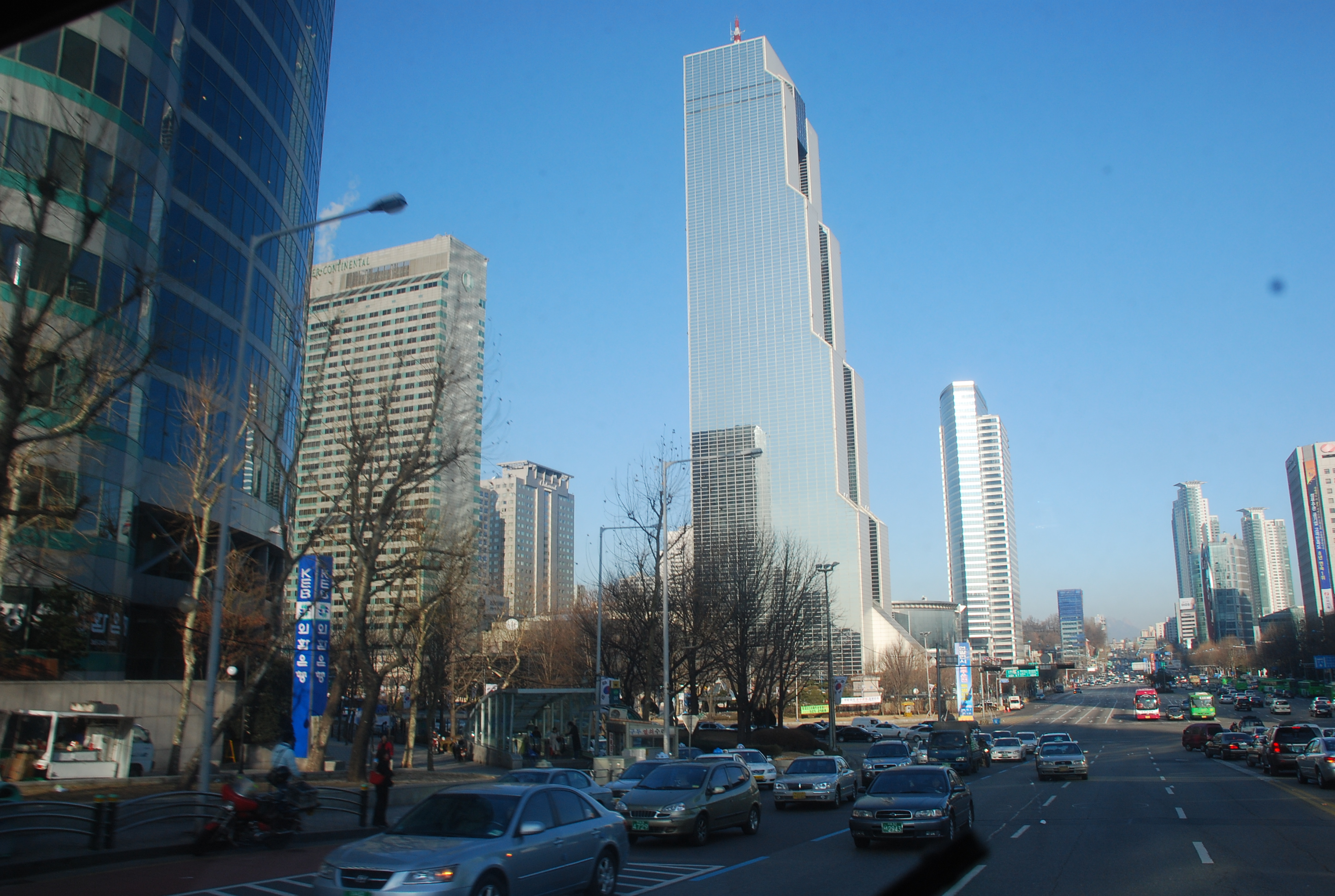
대한민국 서울, 트레이드 타워
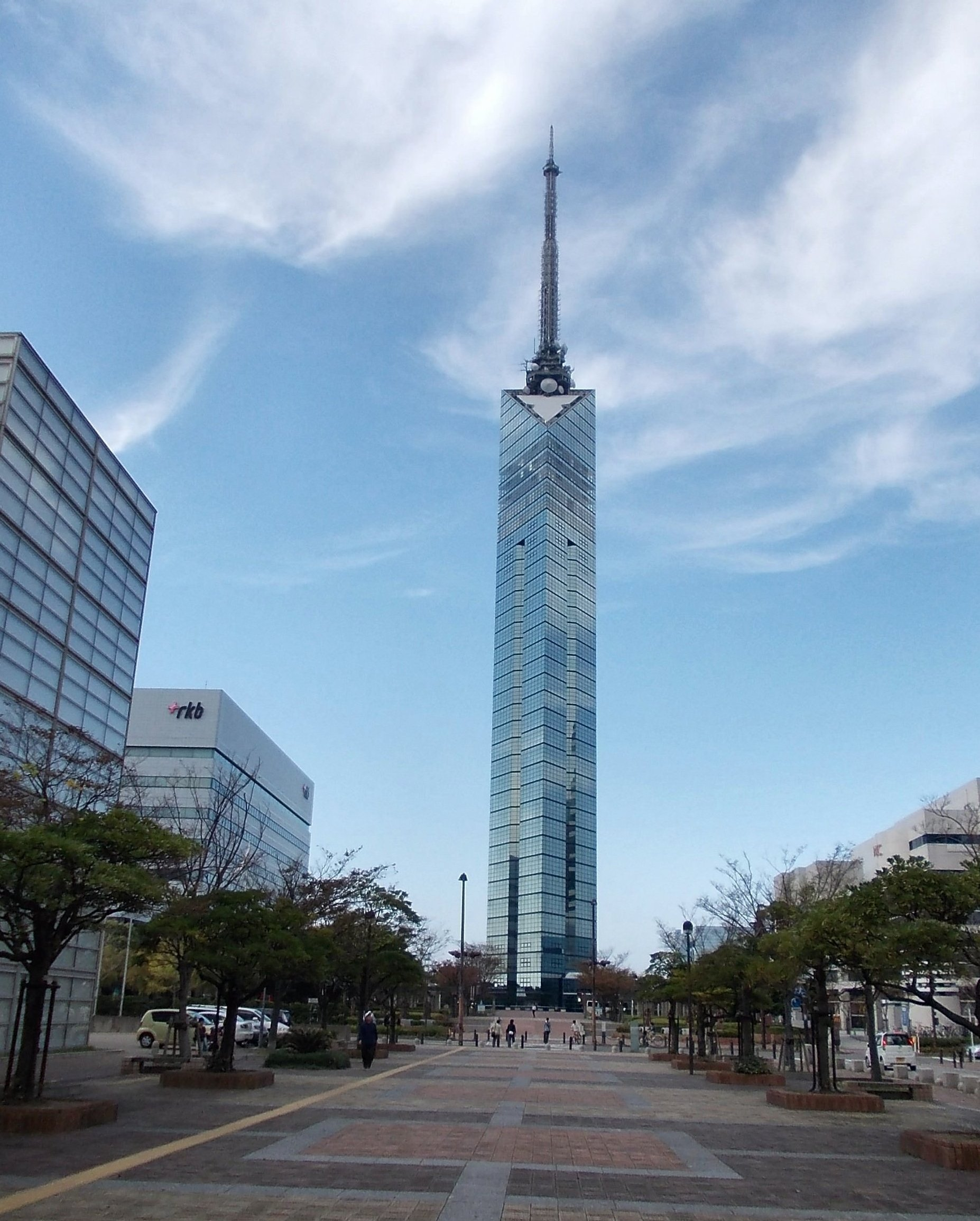
일본 후쿠오카, 후쿠오카 타워
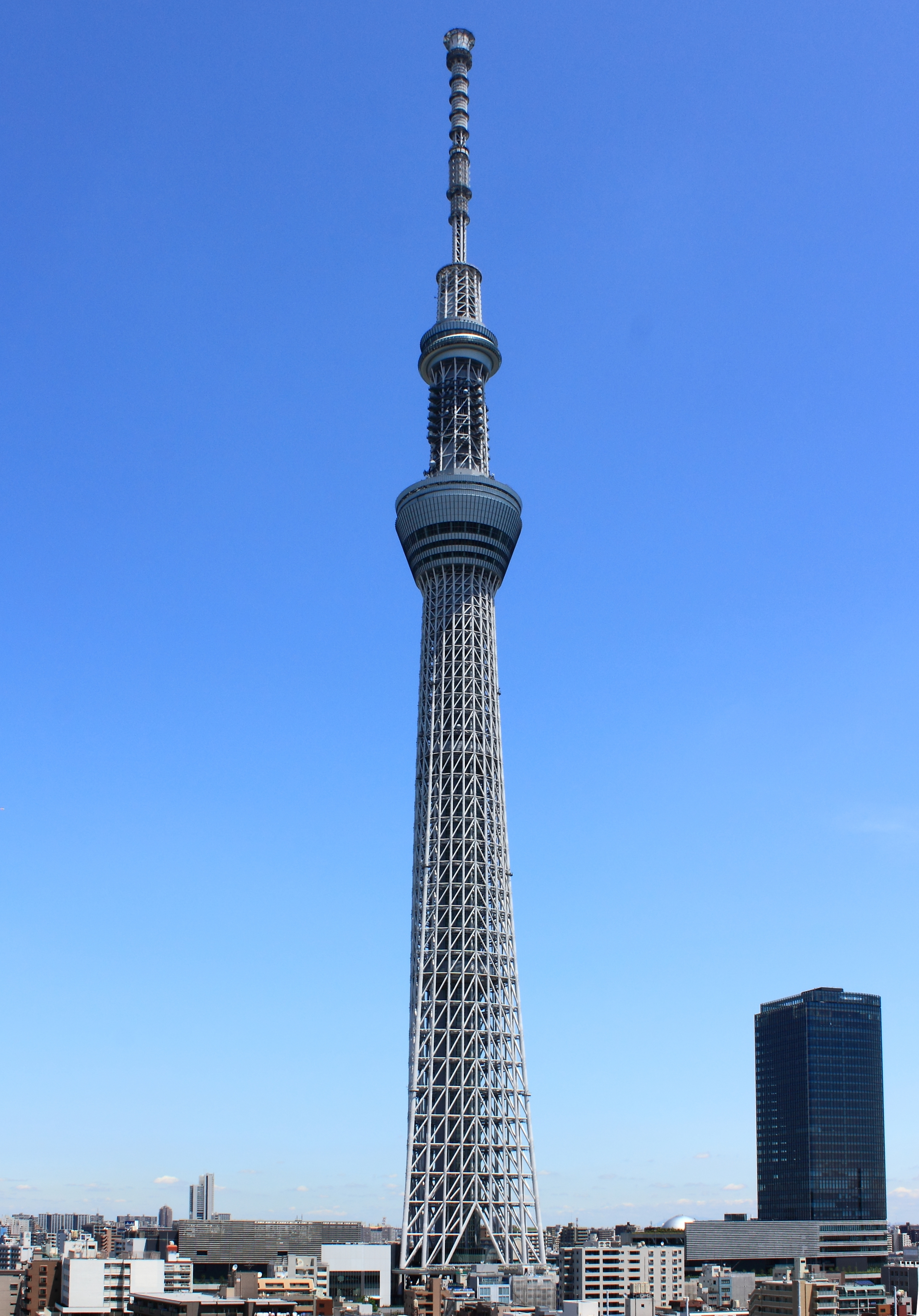
일본 도쿄, 도쿄 스카이트리